# Рената Ворачова
Рената Ворачова (чеськ. Renata Voráčová; нар. 6 жовтня 1983) — професійна чеська тенісистка.
Ворачова виграла одинадцять парних титулів на WTA Tour і три на турнірах WTA 125, а також 15 одиночних і 57 парних титулів на ITF Women's Circuit. 11 жовтня 2010 року вона досягла найвищого за всю кар'єру рейтингу в одиночному розряді - 74 місце у світі.  21 серпня 2017 року вона досягла 29-го місця в парному рейтингу WTA. 

## Юніорські фінали турнірів Великого шлема

### Парний розряд
| Результат | Рік  | Турнір                               | Покриття | Партнер          | Опоненти                    | Рахунок       |
| --------- | ---- | ------------------------------------ | -------- | ---------------- | --------------------------- | ------------- |
| Перемога  | 2001 | Відкритий чемпіонат Франції з тенісу | Ґрунт    | Петра Цетковська | Neyssa Etienne Annette Kolb | 6–3, 3–6, 6–3 |

## Фінали турнірів WTA

### Парний розряд: 18 (10 титули, 8 поразки)
| Легенда                                      |
| -------------------------------------------- |
| Турніри Великого шолома (0–0)                |
| Турніри WTA Tour (0–0)                       |
| Tier I / Premier Mandatory & Premier 5 (0–0) |
| Tier II / Premier (0–0)                      |
| Tier III, IV & V / International (10–8)      |

| Фінали за покриттям |
| ------------------- |
| Тверде (8–5)        |
| Ґрунт (3–3)         |
| Трава (0–0)         |
| Килим (0–0)         |

| Результат | Ранг | Дата             | Турнір                                                         | Покриття   | Партнер                    | Опоненти                                              | Рахунок           |
| --------- | ---- | ---------------- | -------------------------------------------------------------- | ---------- | -------------------------- | ----------------------------------------------------- | ----------------- |
| Перемога  | 1.   | 4 листопада 2002 | Pattaya Women's Open, Pattaya City, Таїланд                    | Тверде     | Келлі Лігган               | Красноруцька Ліна Володимирівна Панова Тетяна Юріївна | 7–5, 7–6(9–7)     |
| Поразка   | 1.   | 24 липня 2006    | Hungarian Ladies Open, Budapest, Угорщина                      | Ґрунт      | Луціє Градецька            | Жанетта Гусарова Міхаелла Крайчек                     | 6–4, 4–6, 4–6     |
| Перемога  | 2.   | 18 вересня 2006  | Banka Koper Slovenia Open, Portorož, Словенія                  | Тверде     | Lucie Hradecká             | Ева Бірнерова Емілі Луа                               | w/o               |
| Перемога  | 3.   | 23 липня 2007    | Gastein Ladies, Bad Gastein, Австрія                           | Ґрунт      | Lucie Hradecká             | Агнеш Савай Владіміра Угліржова                       | 6–3, 7–5          |
| Перемога  | 4.   | 17 вересня 2007  | Banka Koper Slovenia Open, Portorož, Словенія                  | Тверде     | Lucie Hradecká             | Андрея Клепач Лиховцева Олена Олександрівна           | 5–7, 6–4, [10–7]  |
| Поразка   | 2.   | 29 жовтня 2007   | Tournoi de Québec, Quebec City, Канада                         | Тверде (i) | Стефані Дюбуа              | Крістіна Фусано Ракель Копс-Джонс                     | 2–6, 6–7(6–8)     |
| Перемога  | 5.   | 27 липня 2009    | Istanbul Cup, Istanbul, Туреччина                              | Тверде     | Lucie Hradecká             | Юлія Гергес Патті Шнідер                              | 2–6, 6–3, [12–10] |
| Поразка   | 3.   | 19 жовтня 2009   | BGL Luxembourg Open, Люксембург City, Люксембург               | Тверде (i) | Vladimíra Uhlířová         | Івета Бенешова Барбора Стрицова                       | 6–1, 0–6, [7–10]  |
| Поразка   | 4.   | 5 липня 2010     | Swedish Open, Båstad, Швеція                                   | Ґрунт      | Barbora Záhlavová-Strýcová | Хісела Дулко Флавія Пеннетта                          | 6–7(0–7), 0–6     |
| Перемога  | 6.   | 11 жовтня 2010   | Generali Ladies Linz, Linz, Австрія                            | Тверде (i) | Barbora Záhlavová-Strýcová | Квета Пешке Катарина Среботнік                        | 7–5, 7–6(8–6)     |
| Перемога  | 7.   | 18 квітня 2011   | Гран-прі принцеси Лалли Мер'єм, Fes, Марокко                   | Ґрунт      | Андреа Сестіні Главачкова  | Братчикова Ніна Олегівна Сандра Клеменшиц             | 6–3, 6–4          |
| Перемога  | 8.   | 9 липня 2012     | Internazionali Femminili di Tennis di Palermo, Palermo, Італія | Ґрунт      | Barbora Záhlavová-Strýcová | Дарія Юрак Каталін Мароші                             | 7–6(7–5), 6–4     |
| Перемога  | 9.   | 6 жовтня 2014    | Japan Women's Open, Osaka, Японія                              | Тверде     | Аояма Сюко                 | Лара Арруабаррена Татьяна Марія                       | 6–1, 6–2          |
| Поразка   | 5.   | 5 січня 2015     | ASB Classic, Auckland, Нова Зеландія                           | Тверде     | Shuko Aoyama               | Сара Еррані Роберта Вінчі                             | 2–6, 1–6          |
| Поразка   | 6.   | 16 травня 2016   | Nuremberg Cup, Nuremberg, Німеччина                            | Ґрунт      | Shuko Aoyama               | Кікі Бертенс Юганна Ларссон                           | 3–6, 4–6          |
| Поразка   | 7.   | 26 вересня 2016  | Tashkent Open, Tashkent, Узбекистан                            | Тверде     | Демі Схюрс                 | Ралука Олару Іпек Сойлу                               | 5–7, 3–6          |
| Поразка   | 8.   | 7 січня 2017     | ASB Classic, Auckland, Нова Зеландія                           | Тверде     | Demi Schuurs               | Kiki Bertens Johanna Larsson                          | 2–6, 2–6          |
| Перемога  | 10.  | 5 серпня 2017    | Washington Open, США                                           | Тверде     | Shuko Aoyama               | Ежені Бушар Слоун Стівенс                             | 6–3, 6–2          |

## Фінали WTA 125 Series

### Парний розряд: 3 (2 титули, 1 runner up)
| Результат | Ранг | Дата              | Турнір                            | Покриття   | Партнер            | Опоненти                               | Рахунок          |
| --------- | ---- | ----------------- | --------------------------------- | ---------- | ------------------ | -------------------------------------- | ---------------- |
| Перемога  | 1.   | 3 листопада 2014  | Open de Limoges, Limoges, Франція | Тверде (i) | Катержина Сінякова | Тімеа Бабош Крістіна Младенович        | 2–6, 6–2, [10–5] |
| Поразка   | 1.   | 14 листопада 2016 | Open de Limoges, Limoges, Франція | Тверде (i) | Anna Smith         | Менді Мінелла Елісе Мертенс            | 4–6, 4–6         |
| Перемога  | 2.   | 11 червня 2017    | Бол, Хорватія                     | Ґрунт      | Чжуан Цзяжун       | Ліна Джьорческа Александріна Найденова | 6–4, 6–2         |

## Виступи у турнірах Великого шлема

### Одиночний розряд
| Турнір                                 | 2002 | 2003 | 2004 | 2005 | 2006 | 2007 | 2008 | 2009 | 2010 | 2011 | 2012 | 2013 | 2014 | 2015 | W–L |
| -------------------------------------- | ---- | ---- | ---- | ---- | ---- | ---- | ---- | ---- | ---- | ---- | ---- | ---- | ---- | ---- | --- |
| Відкритий чемпіонат Австралії з тенісу | К3р  | К1р  | К1р  | A    | A    | 2р   | 1р   | К1р  | 1р   | 1р   | A    | A    | Q3   | 1р   | 1–5 |
| Відкритий чемпіонат Франції з тенісу   | К1р  | К3р  | A    | К2р  | A    | К3р  | К1р  | Q1   | Q2   | 1р   | Q1   | A    | Q1   | Q2   | 0–1 |
| Вімблдонський турнір                   | A    | К1р  | A    | A    | A    | К2р  | 1р   | Q2   | 1р   | Q1   | A    | A    | Q1   | Q1   | 0–2 |
| Відкритий чемпіонат США з тенісу       | 1р   | К1р  | A    | A    | К2р  | 1р   | К1р  | Q1   | 1р   | Q1   | A    | Q1   | Q2   | Q3   | 0–3 |

### Парний розряд
| Турнір                                 | 2003 | 2004 | 2005 | 2006 | 2007 | 2008 | 2009 | 2010 | 2011 | 2012 | 2013 | 2014 | 2015 | 2016 | 2017 | W–L   |
| -------------------------------------- | ---- | ---- | ---- | ---- | ---- | ---- | ---- | ---- | ---- | ---- | ---- | ---- | ---- | ---- | ---- | ----- |
| Відкритий чемпіонат Австралії з тенісу | 2р   | 1р   | A    | A    | 1р   | 1р   | 1р   | 1р   | 1р   | A    | A    | 2р   | 1р   | A    | 1р   | 2–10  |
| Відкритий чемпіонат Франції з тенісу   | 1р   | A    | 1р   | A    | 1р   | 2р   | 1р   | 1р   | 2р   | 3р   | 1р   | 2р   | 1р   | A    | 1р   | 5–12  |
| Вімблдонський турнір                   | 3р   | A    | A    | A    | 1р   | 1р   | 1р   | 1р   | 2р   | 1р   | 1р   | 3р   | 1р   | 1р   | SF   | 9–12  |
| Відкритий чемпіонат США з тенісу       | 1р   | A    | A    | A    | 1р   | 2р   | 1р   | 1р   | 1р   | 2р   | 1р   | 2р   | 1р   | 1р   |      | 3–11  |
| Grand Slam W–L                         | 3–4  | 0–1  | 0–1  | 0–0  | 0–4  | 2–4  | 0–4  | 0–4  | 2–4  | 3–3  | 0–3  | 5–4  | 0–4  | 0–2  | 4–3  | 19–45 |